# Brynrefail
Brynrefail en una aldea al noreste de Anglesey, Gales, Reino Unido.

## Situación
Se localiza en la parroquia civil de Moelfre en la A5025 entre Amlwch y Benllech.

## Servicios
Dado que el asentamiento es muy pequeño, posee pocos servicios. Entre los que sí que tiene están una iglesia del siglo XIX, una tienda general, un centro de jardinería y un salón de la comunidad que se abrió en 1995. El único sitio de paintball de la isla se sitúa cerca del pueblo y Tyddyn Mon, un centro de "Aprendizaje para Discapacitados de Gales".
El pueblo está en la ruta del autobús 62 que pasa cada media hora entre Bangor y Amlwch. Es la mejor parada para las paradas de Bahía Dulas y Bahía Lligwy (que están a unas 1,5 millas apartadas), así como los cercanos sitios camping y caravanas.
Cuatro hombres del pueblo murieron en la Segunda Guerra Mundial. Sus nombres están expuestos en el memorial de guerra del pueblo junto a la iglesia.